# Soulitré
Soulitré – miejscowość i gmina we Francji, w regionie Kraj Loary, w departamencie Sarthe.
Według danych na rok 1990 gminę zamieszkiwało 500 osób, a gęstość zaludnienia wynosiła 45 osób/km² (wśród 1504 gmin Kraju Loary Soulitré plasuje się na 842. miejscu pod względem liczby ludności, natomiast pod względem powierzchni na miejscu 963.).